# Turdoides hartlaubii
Turdoides hartlaubii е вид птица от семейство Leiothrichidae.

## Разпространение
Видът е разпространен в Ангола, Ботсвана, Бурунди, Замбия, Зимбабве, Демократична република Конго, Намибия, Руанда и Танзания.